# Giuseppe Farinetti
Giuseppe Farinetti, in walser Jousep Farinets (Alagna Valsesia, 21 luglio 1821 – Alagna Valsesia, 19 ottobre 1896), è stato un religioso, teologo, alpinista e storico italiano.

## Biografia
Di antica famiglia walser, Giuseppe Farinetti nacque ad Alagna Valsesia il 21 luglio 1821 da Giovanni e Anna Maria Giordano e, ancora giovanissimo, decise di emigrare assieme ad altri suoi conterranei in Francia, dove in seguito maturò la decisione di intraprendere la carriera ecclesiastica. 
Nel 1838 rientrò in Italia, studiando dapprima al collegio d'Adda di Varallo Sesia e poi al seminario di Gozzano e infine a Novara. Mentre si trovava in quest'ultima città dove ottenne infine l'ordinazione sacerdotale, il conte Eugenio Tornielli Brusati di Vergano lo selezionò come precettore per il proprio primogenito, Giuseppe, che sarà in seguito ambasciatore in Francia, Regno Unito e Spagna, nonché senatore del regno. Mentre si trovava a Novara, assistette all'occupazione della città da parte degli austriaci nell'ambito della seconda guerra d'indipendenza italiana, lasciando un prezioso resoconto dei fatti che vi si svolsero. Al termine degli scontri, lasciò Novara per trasferirsi a Torino ove, su raccomandazione del conte Tornielli Brusati, ottenne la direzione del Collegio Universitario Caccia, ove rimase per i successivi trent'anni della sua vita. Nel 1868, alla morte del parroco locale, ottenne dai suoi concittadini la proposta di ottenere la carica di parroco ad Alagna, ma rifiutò.
Durante tutta la sua vita, il Farinetti mantenne un costante legame con la sua terra d'origine e praticò attivamente l'alpinismo, disciplina della quale fu uno dei precursori in Italia. A questa passione era stato diretto da suo zio, il medico alagnese Pietro Giordani (che nel 1801 fu uno dei primi a scalare il Monte Rosa). Nel 1842 fu uno dei componenti della spedizione guidata dal parroco locale Giovanni Gnifetti che riuscì a conquistare la Signal Kuppe. Nel 1867 raggiunse l'inviolata "Punta Tre Amici", sulla parete valsesiana del Monte Rosa, assieme a Giovanni Prato e ad Antonio Grober, ma si ferì scendendo dal ghiacciaio delle Vigne. Da Torino, in seguito, collaborò attivamente con la rivista del Club Alpino Italiano scrivendo diversi articoli e traduzioni di testi in francese. Sempre presso il CAI fu inoltre Consigliere Nazionale dal 1869 al 1873 e poi Vice Presidente dal 1875 al 1879, sotto la presidenza di Quintino Sella. 
Storico di spessore, si interessò alla Valsesia ed alle sue origini, compilando nel 1878 un saggio dal titolo "Ultimi studi sull'origine delle popolazioni tedesche a sud del Monte Rosa" che rilancerà la questione dei walser come popolo di origine sassone. Dal 1892 fu anche presidente del CAI di Varallo Sesia, anno nel quale lasciò la direzione del Collegio Caccia di Torino e si ritirò a vivere definitivamente ad Alagna Valsesia. Qui fu presidente della locale Congregazione di Carità e svolse l'incarico di sovrintendente delle scuole comunali.
Morì ad Alagna Valsesia il 19 ottobre 1896.

## Opere
- Ultimi studii sulla origine delle popolazioni tedesche al sud del Monte Rosa, Bollettino del Club Alpino Italiano, 1878